# Stellan Westerdahl
Stellan Westerdahl est un skipper suédois né le 10 novembre 1935 à Göteborg et mort le 27 août 2018. 
Aux Jeux olympiques d'été de 1972 à Munich, il est médaillé d'argent en classe star avec Pelle Petterson.